# Bryant Station
Pour les articles homonymes, voir Bryant.
Bryant Station est une ville fantôme située dans le comté de Milam, au Texas, aux États-Unis, située à 12 milles à l'ouest de Cameron.

## Histoire
Dans les années 1840, un dénommé Benjamin Bryant construisit à cet emplacement un fort pour se défendre contre les Indiens autour duquel se développe une petite ville. Les derniers habitants quittent l'endroit en 1941 pour s'installer à Buckholts, ville voisine où se situe l'école. Bryant Station est totalement abandonnée et il n'en reste aujourd'hui que des cimetières et un pont construit en 1909. Un marqueur historique, situé à quelques milles à l'extérieur de Buckholts, indique l'ancien emplacement de Bryant Station
.